# Леава
Леава (футуна Leava) — деревня на острове Футуна. Административный центр и крупнейший населённый пункт традиционного королевства Сигав (Сингаве) и одноимённого округа французской заморской территории Уоллис и Футуна.

## География
Деревня расположена на юго-западе острова на обоих берегах реки Леава и одноимённой бухты. На западе граничит с территорией деревни Нуку. Ближайший населённый пункт на востоке — деревня Таоа, относящаяся к округу Ало. Расстояние по прямой от деревни Леава до единственного аэропорта острова Пуант-Веле составляет около 10 километров 300 метров.

## Население
В 2018 году в деревне Леава проживало 322 человека, что сделало её крупнейшей деревней округа Сигав и третьей по численности населения на всём острове (после Оно и Таоа). Большую часть населения составляют этнические футунанцы.

## Инфраструктура
В деревне действуют две католических церкви, отели «Фиафиа» и «Сомалама» и административные учреждения.
На выступающем в океан мысу в центре деревни расположен небольшой грузовой порт, единственный на острове Футуна. В 2012 году были озвучены планы по реконструкции порта.